# Xanthoria parietina
Lichen encroûtant jaune
Espèce
Xanthoria parietina, parfois nommée parmélie des murailles ou lichen encroûtant jaune, est une espèce de champignons lichénisés (par des algues endosymbiotiques du genre Trebouxia) au thalle foliacé. Répandu dans la plupart des régions du monde, très abondant dans certaines contrées, très voyant en raison de sa couleur jaune-orange vif, ce lichen est l'un des plus étudiés au monde, et probablement l'un des plus familiers du public.

## Description

### Thalle

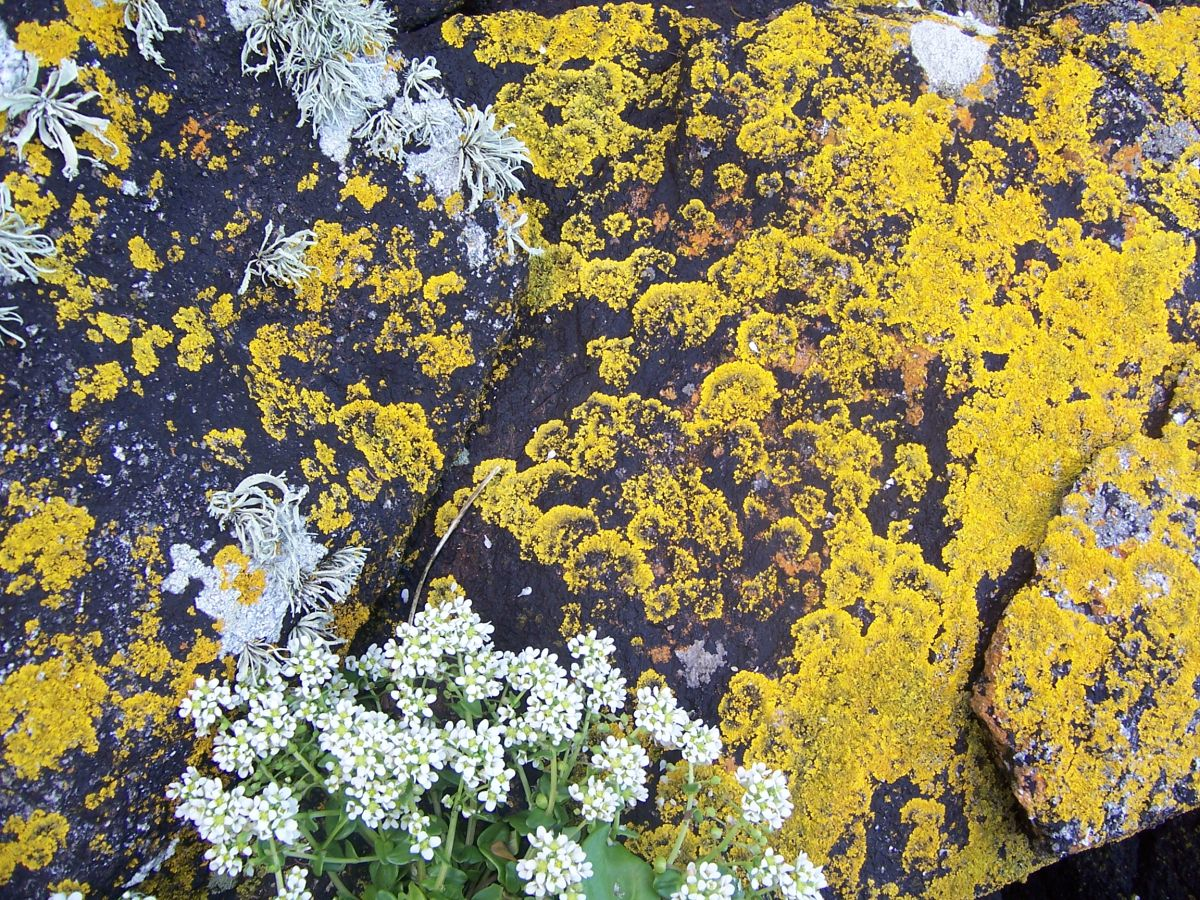
Il est fréquent de voir de nombreux thalles coexister sur un même substrat qu'ils peuvent couvrir presque entièrement.

Structure de la pariétine.

X. parietina est un lichen d'assez grande taille, dont le diamètre des thalles individuels dépasse rarement huit centimètres, mais peut exceptionnellement atteindre une quinzaine de centimètres. L'espèce peut toutefois occuper des surfaces considérables, de nombreux thalles pouvant coexister sur un même support, voire confluer en plaques étendues.
Il s'agit d'une espèce foliacée dont les lobes, disposés en rosette, sont le plus souvent appliqués sur le substrat. L'extrémité des lobes est large et arrondie. Les rosettes ont parfois un aspect plissé, en particulier chez les exemplaires âgés. La face inférieure du thalle est blanchâtre et comporte quelques rhizines (fausses radicelles, issues de la soudure de poils, fixant le thalle à son support).
Comme pour les autres représentants du genre Xanthoria et la plupart des représentants de l'ordre des Teloschistales auquel il appartient, la couleur de ce lichen varie du jaune à l'orangé. Cette coloration est due à la présence dans le cortex d'une substance sécrétée par le champignon, la pariétine, un composé de la famille des anthraquinones. L'intensité de cette coloration est très variable, et l'on observe parfois, surtout à l'ombre, des thalles plus ternes, d'un gris-vert sans trace apparente de jaune. Il a été montré que la quantité de pariétine dans le cortex variait fortement en fonction de l'éclairement (rôle photoprotecteur pour éviter la destruction par photooxydation), les thalles situés en pleine lumière dans les falaises contenant en moyenne cinq fois plus de ce composé que ceux vivant dans les sous-bois, en particulier de conifères. On peut retrouver un gradient de même nature au sein d'un thalle unique : les parties situées sur la face supérieure des branches sont normalement jaunes alors que les zones situées à la face inférieure sont parfois plus ou moins verdâtres.

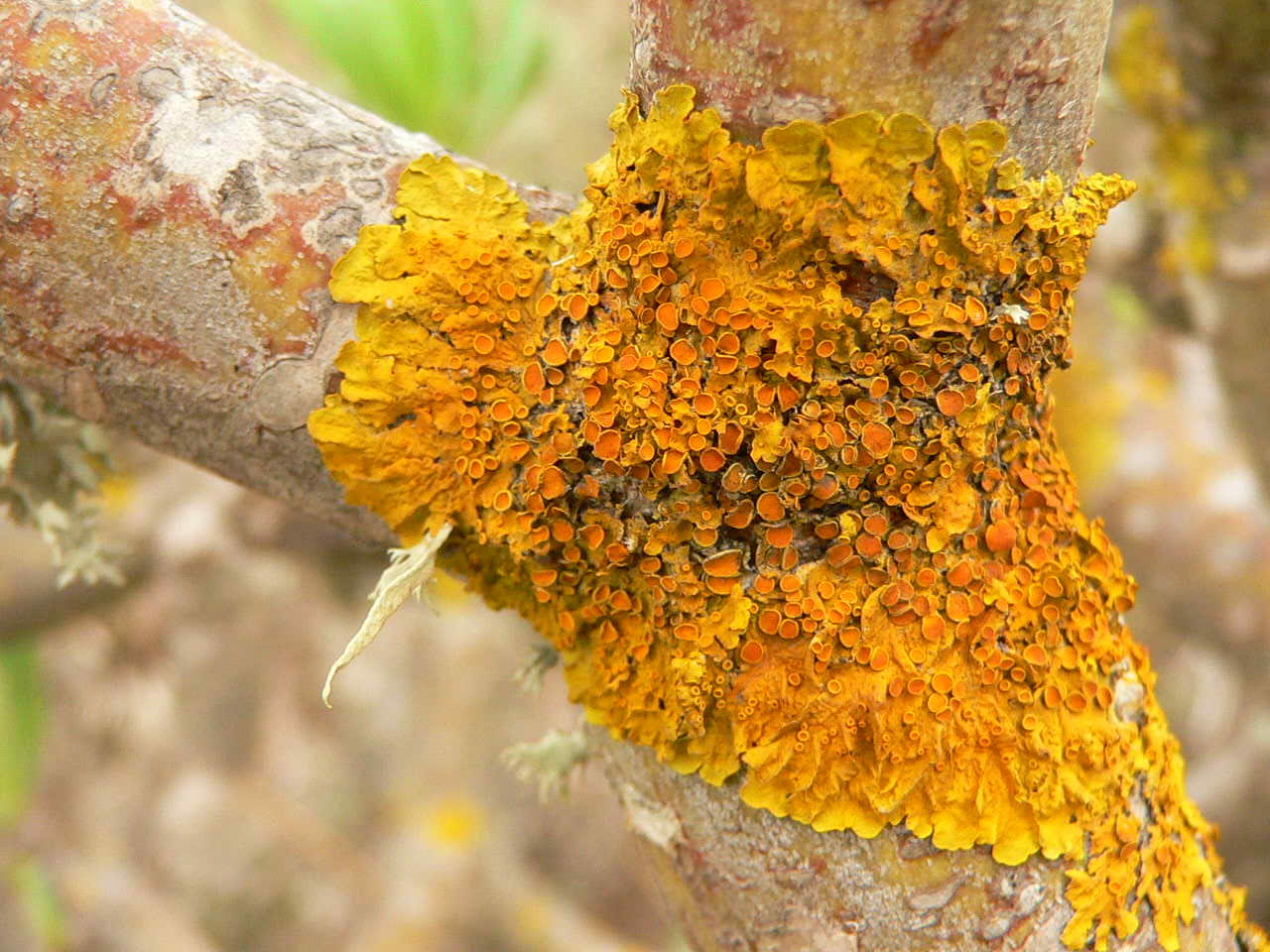
En plein soleil, la couleur des thalles est souvent très vive, allant jusqu’à l'orangé dans la partie centrale qui accumule la pariétine en réponse aux fortes intensités lumineuses.
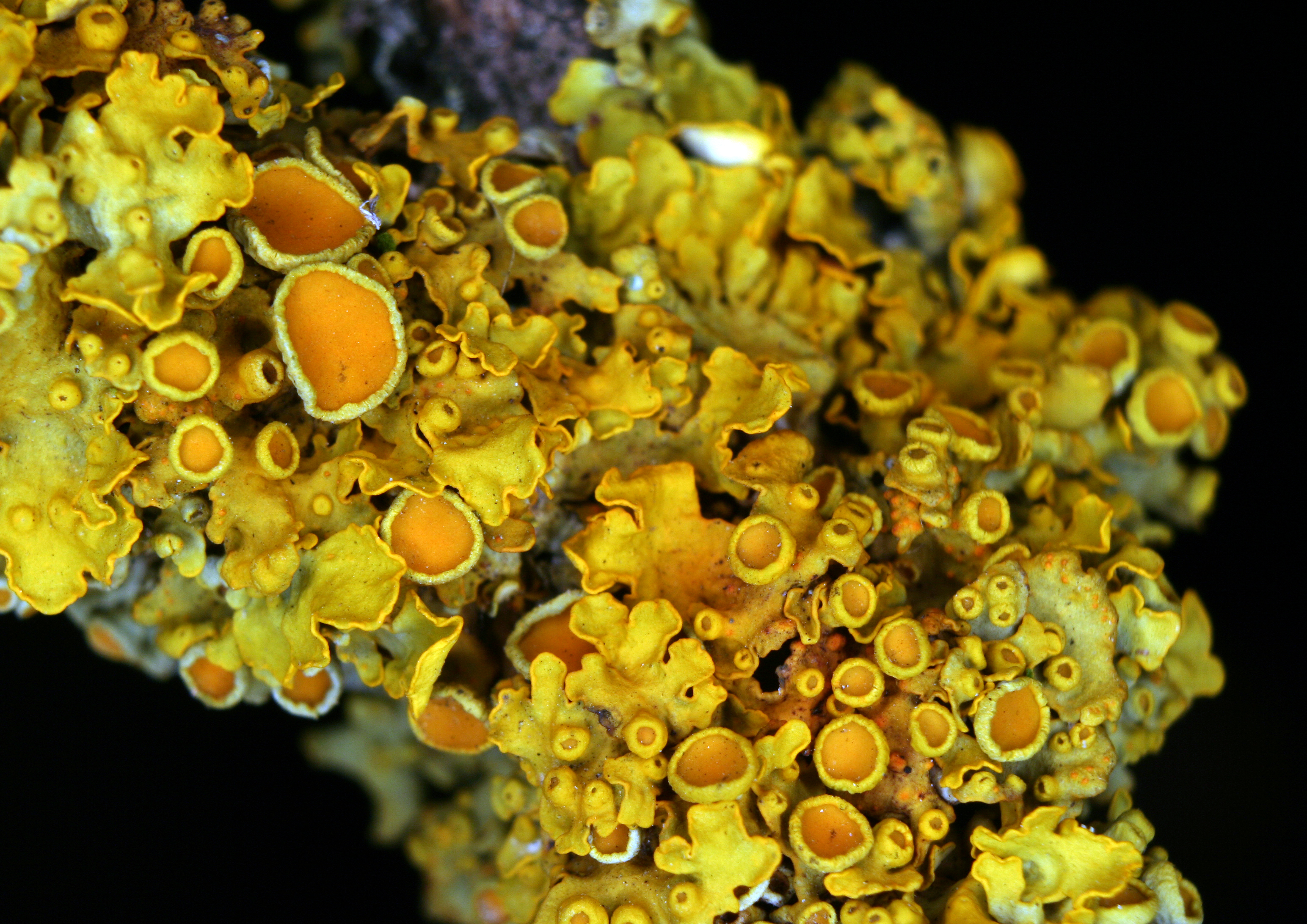
La couleur la plus fréquente est un jaune vif, les apothécies discoïdes orange vif montrant presque toujours une coloration plus intense.
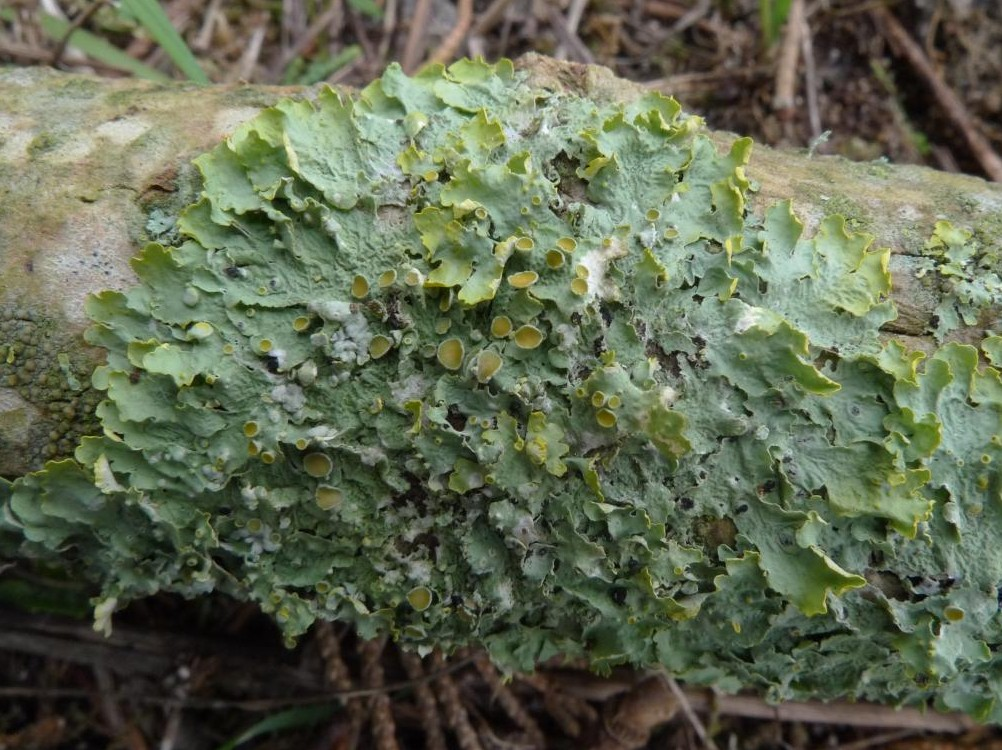
En situation ombragée (ici un sous-bois de cyprès), les thalles sont fréquemment gris-vert.
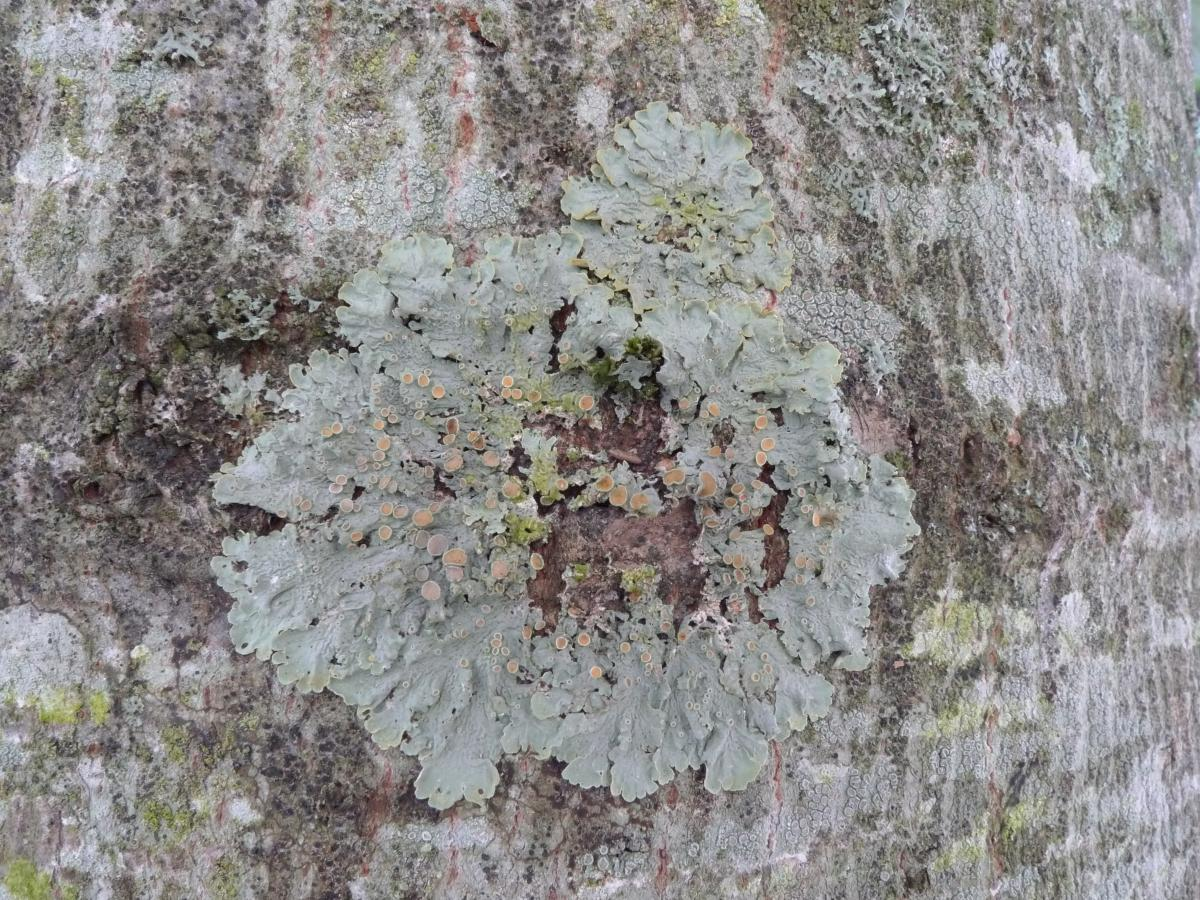
Il arrive également que la présence de pariétine soit limitée aux seules apothécies, orange sur un fond gris.

### Reproduction
Le thalle, presque toujours fertile, est recouvert généralement en son centre d'apothécies en forme de coupes orangées (couleur toujours plus foncée que le thalle et que leurs marges) de un à quatre millimètres de diamètre. Les premiers stades de ces apothécies peuvent déjà apparaître sur de très jeunes thalles. Ces structures, organes de la reproduction sexuée, donnent naissance à des ascospores, disséminées par le vent, l'eau ou les fèces des animaux qui se nourrissent des Xanthoria. Le développement de nouveaux thalles à partir d'ascospores ainsi disséminées nécessite toutefois la rencontre avec des cellules algales du genre Trebouxia, rares dans la nature ; or, le tube digestif et les fèces des acariens oribates associés à X. parietina (Trhypochtonius tectorum et Trichoribates trimaculatus) contiennent à la fois des ascospores du lichen et des cellules algales de son symbionte, ce qui pourrait faciliter le démarrage de nouveaux thalles.
Dépourvu des propagules habituelles des lichens (sorédies, isidies…), X. parietina peut néanmoins recourir à certaines formes de multiplication végétative. Du fait d'un fort pouvoir de régénération, des fragments de thalle résultant du fractionnement de la partie centrale de thalles âgés peuvent, dans des conditions favorables, se comporter en « boutures » et être à l'origine de nouveaux thalles.

### Identification
Lorsque, dans les stations ombragées, le thalle est de couleur grise ou verdâtre, X. parietina pourrait éventuellement être confondu avec d'autres lichens foliacés, notamment des parméliacées. L'abondance des apothécies et leur coloration jaune ou orangée permet toujours de le différencier des parmélies.
C'est en fait avec les autres espèces du genre Xanthoria au thalle en rosette que le risque de confusion est le plus grand. En Europe, cela concerne quatre autres espèces, certaines pouvant même cohabiter avec X. parietina :

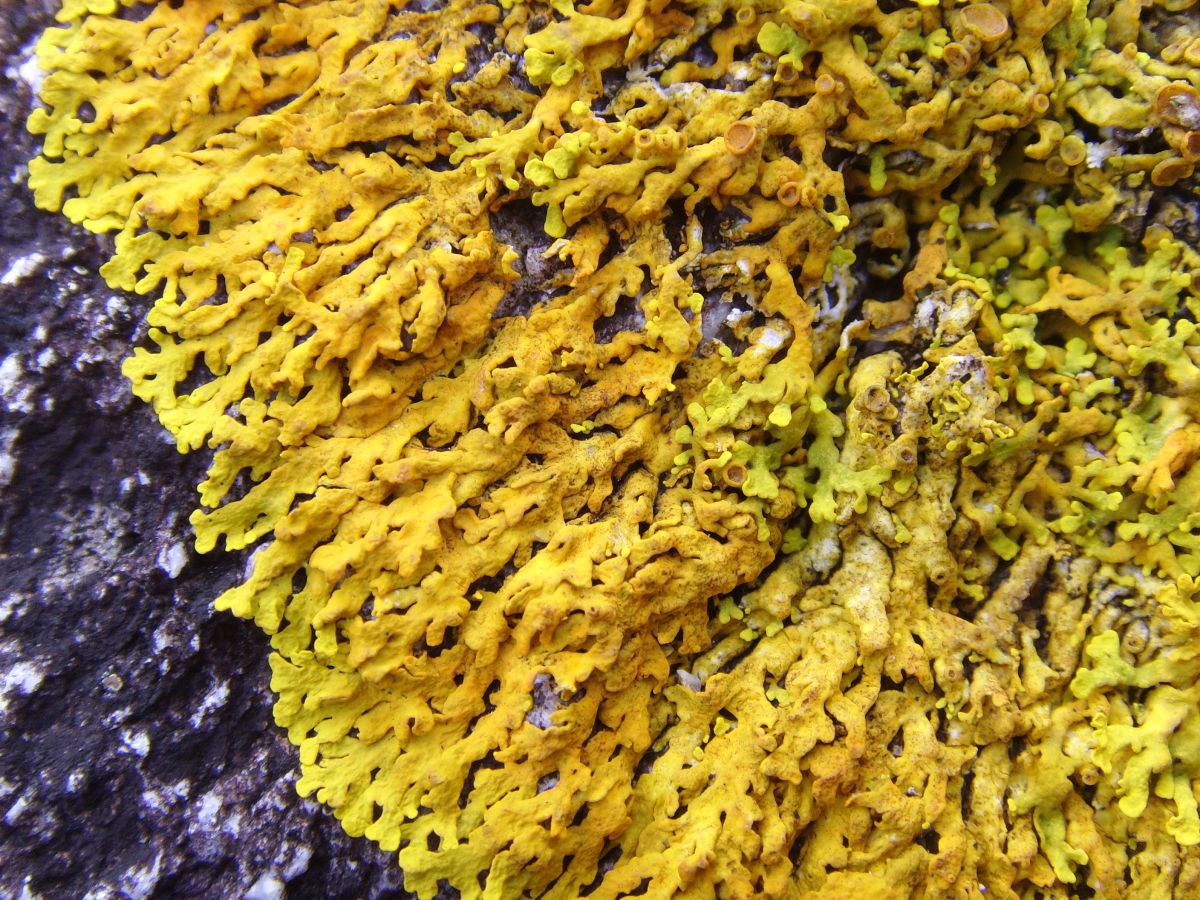
Xanthoria aureola
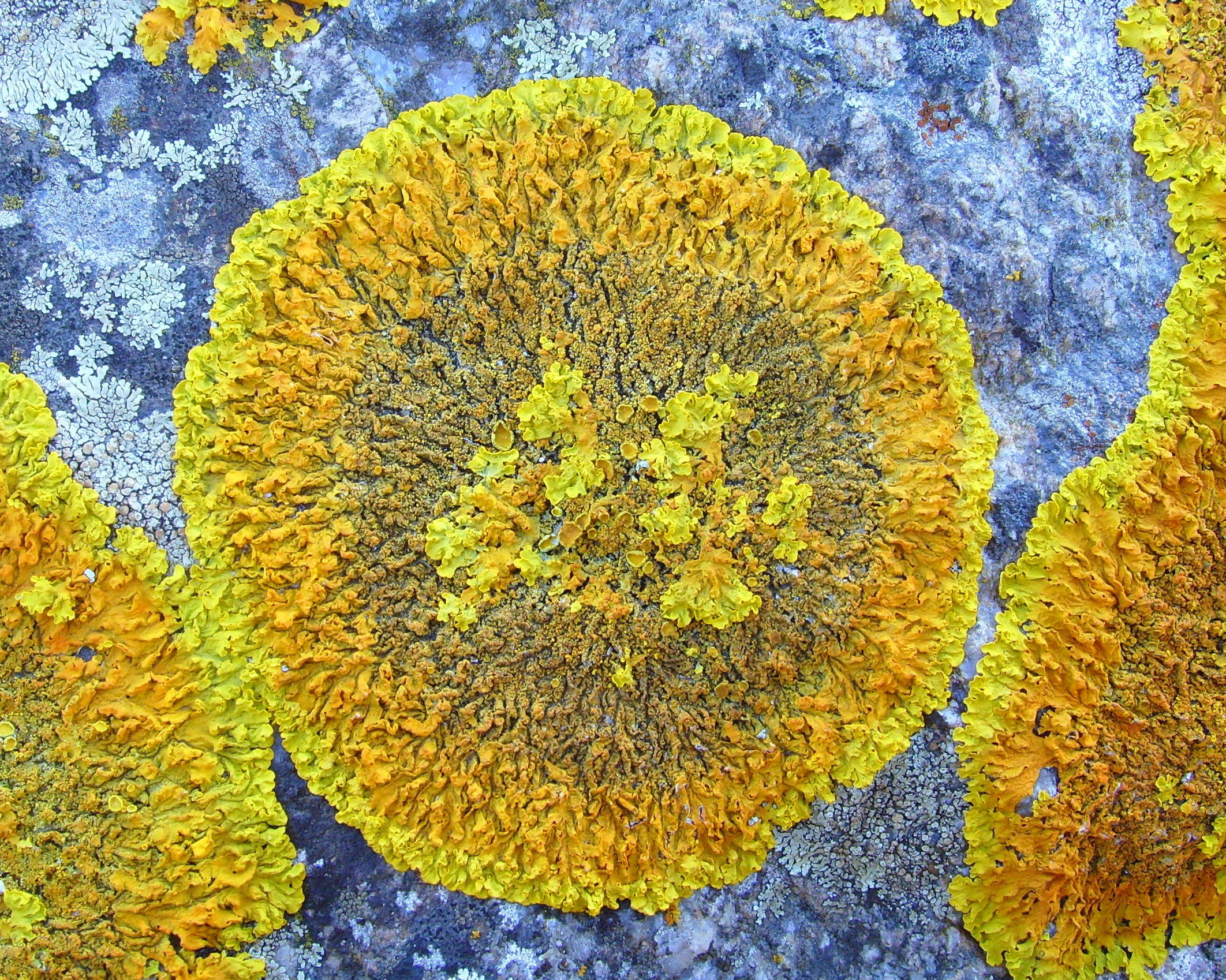
Xanthoria calcicola
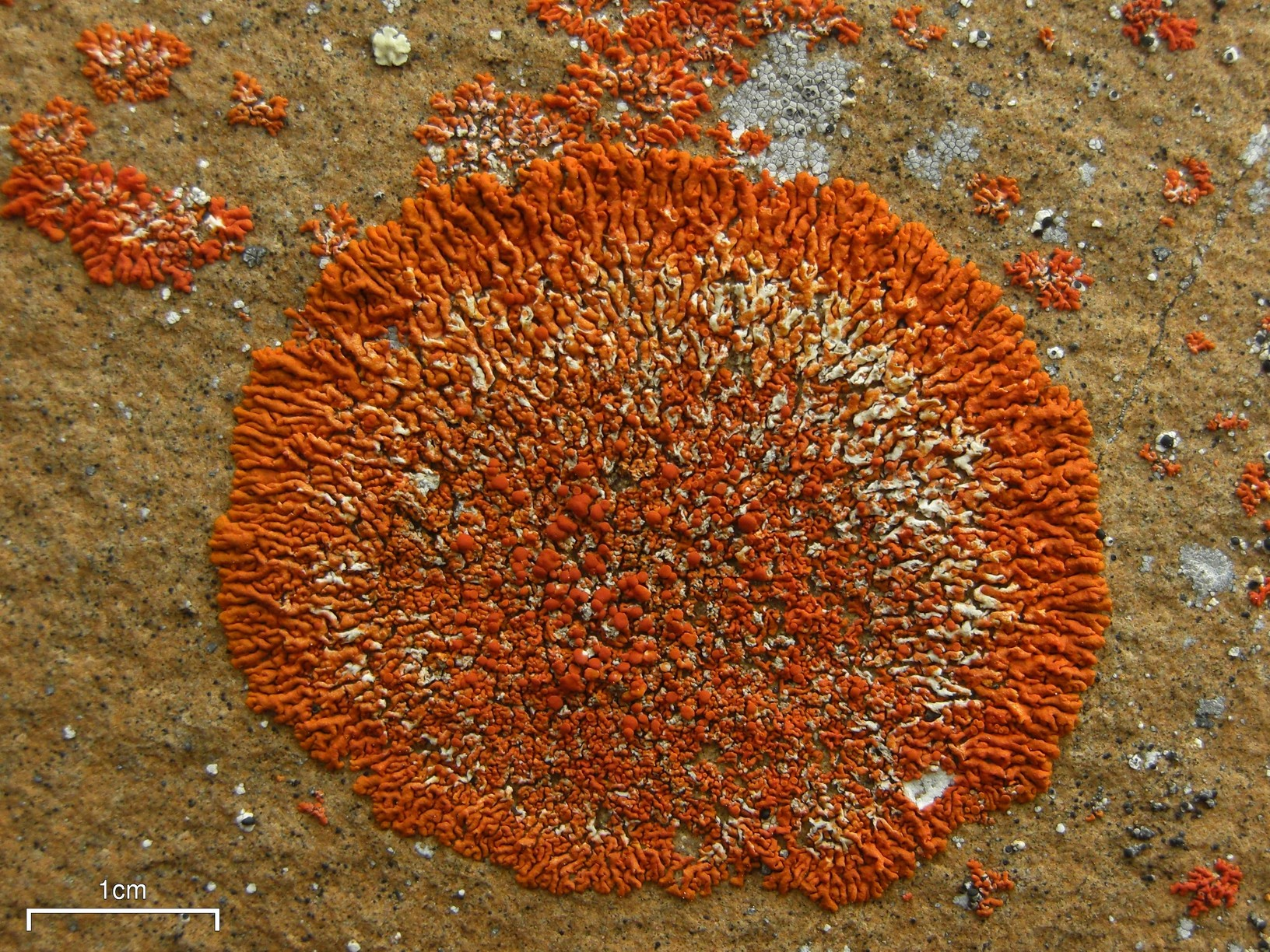
Xanthoria elegans
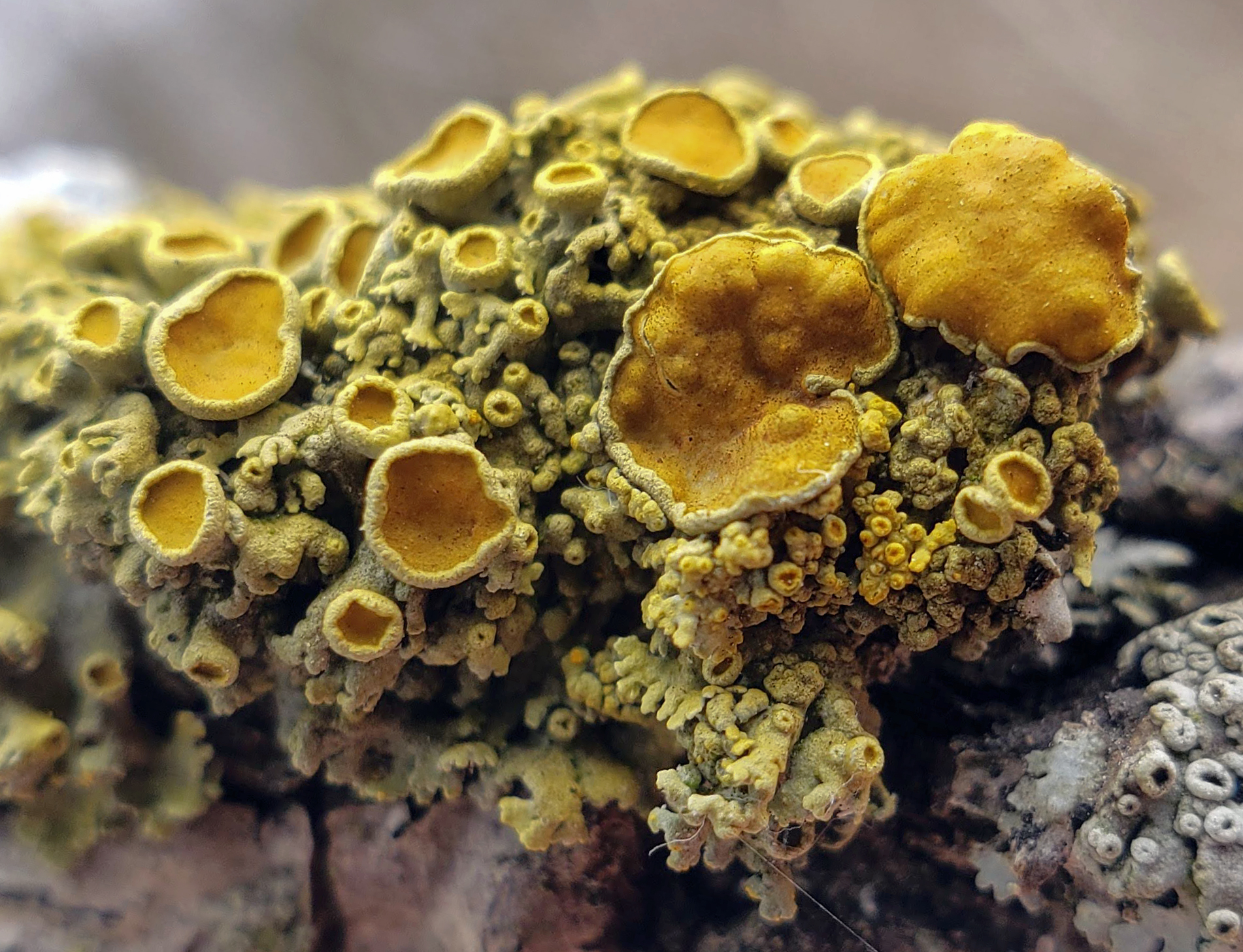
Xanthoria polycarpa

- C'est en particulier le cas pour Xanthoria aureola sur les rochers de la zone supralittorale ; longtemps confondue avec la parmélie des murailles, cette dernière espèce s'en distingue notamment par ses lobes nettement plus étroits et par une plus grande rareté des apothécies[7].
- Dans les mêmes teintes jaunes et orangées que X. parietina, Xanthoria calcicola s'en distingue entre autres par la présence d'abondantes isidies[note 3] au centre du thalle.
- Xanthoria elegans se différencie facilement par sa coloration orange intense, tirant sur le rouge, ainsi que par des lobes étroits très appliqués au substrat dont il est difficile de les détacher.
- De petits thalles de X. parietina abondamment pourvus d'apothécies et poussant sur de petits rameaux sont fréquemment pris pour des exemplaires de Xanthoria polycarpa : c'est effectivement là l'habitat classique de X. polycarpa, et cette espèce se caractérise aussi par l'abondance des apothécies. Toutefois, son thalle ne présente jamais les lobes larges et plats de la parmélie des murailles ; au contraire, les lobes terminaux, généralement masqués par les apothécies, sont finement divisés[1].

## Écologie

### Répartition géographique
Xanthoria parietina est une espèce cosmopolite, qui ne semble manquer que sur le continent Antarctique : elle habite essentiellement les régions tempérées d'Europe, d'Asie, d'Afrique, d'Amérique du Nord, d'Amérique du Sud et d'Australasie. Elle est cependant absente des massifs forestiers du fait de son héliophilie marquée. Il semble toutefois que sa présence en Australie, en Nouvelle-Zélande, en Nouvelle-Guinée et dans l'ouest de l'Amérique du Nord soit liée à des introductions.
Une étude de phylogénie moléculaire portant sur des populations réparties dans le monde entier met en évidence deux groupes dans l'espèce telle qu'elle est actuellement définie : un premier ensemble groupant les populations de péninsule Ibérique, des Baléares et des Canaries, et un second correspondant aux xanthories du reste du monde. L'hypothèse selon laquelle X. parietina pourrait correspondre à un complexe d'espèces cryptiques n'est pas exclue.

### Habitat et substrat
Espèce cosmopolite, X. parietina peut également être qualifiée d'ubiquiste : elle est susceptible d'être rencontrée dans une vaste gamme d'habitats et sur un grand nombre de substrats. Son ubiquité se manifeste par l'exceptionnelle diversité des substrats sur lesquels elle peut être observée : elle peut être corticole (développement principalement sur l'écorce des arbres du bord des routes ou des vieux arbres de vergers), saxicole (sur les rochers granitiques et calcaires, ou des substrats équivalents : pierre, toit, brique, etc.) en particulier près des zones côtières (d'où son autre nom de Xanthorie maritime) dans l'étage supralittoral.
Ce lichen est un bioindicateur utilisé pour cartographier différents types de pollution (zonation selon l'indice de contamination soufrée, azotée, hydrocarburée), à différentes échelles (état, région, ville). Comme les autres lichens nitrophiles (Diploicia canescens, Physconia grisea (pl)) employés en biosurveillance des composés azotés, sa présence est révélatrice d'une pollution atmosphérique par ces composés : oxydes d'azote qui sont des polluants originaire du transport routier, des secteurs de l'industrie et de la production d'énergie mais qui sont en diminution dans les pays développés avec la mise en place de législations et de technologies anti-pollution (pot catalytique, filtration des rejets de fumée…) ; ammoniac atmosphérique qui est un polluant essentiellement d'origine agricole, provenant des déjections animales des élevages et des engrais chimiques,.
En France comme en Italie, par exemple, ce lichen est considéré comme très commun partout, à l'exception de la haute montagne,. On peut effectivement le rencontrer en de très nombreux habitats, des rivages de l'océan, à peine au-dessus du niveau des hautes mers, aux zones de moyenne montagne, en passant par les lisières des espaces boisés, les arbres isolés, les escarpements rocheux de l'intérieur, les bâtiments des villes et villages, les abords des exploitations agricoles, etc.
Les limites à cette ubiquité écologique et les variations de son abondance sont essentiellement liées à deux exigences spécifiques. En premier lieu, son caractère héliophile : la parmélie des murailles abonde surtout dans des zones fortement éclairées, et c'est en plein soleil qu'elle développe au mieux sa coloration jaune vif ; inversement, elle pénètre peu dans les sous-bois et n'habite donc guère les zones forestières qu'aux niveaux des lisières et de la canopée. De la même manière, bien que susceptible d'occuper des substrats représentant une gamme étendue de pH, ce lichen manifeste une préférence pour les habitats au pH élevé (espèce basophile à subneutrophile). Ainsi, son exceptionnelle abondance sur les rochers de certains littoraux trouve-t-elle un élément d'explication dans l'aspersion régulière de la frange littorale par les embruns, l'eau de mer ayant, avec un pH moyen de 8,2, des propriétés alcalinisantes.
X. parietina est avant tout une espèce nitrophile et coniophile (préférence pour les substrats riches en poussières provenant notamment des excréments que les animaux déposent sur le sol et apportées avec la poussière sur les troncs d'arbres). Elle a pu même être qualifiée d'« ornithocoprophile » (ornitho- « oiseau », -copro « excrément » et -phile « qui aime ») en raison de son affinité pour des milieux enrichis par les fientes d'oiseaux (rochers ou branches leur servant de perchoirs, zones d'intenses nidifications).

### Prédation

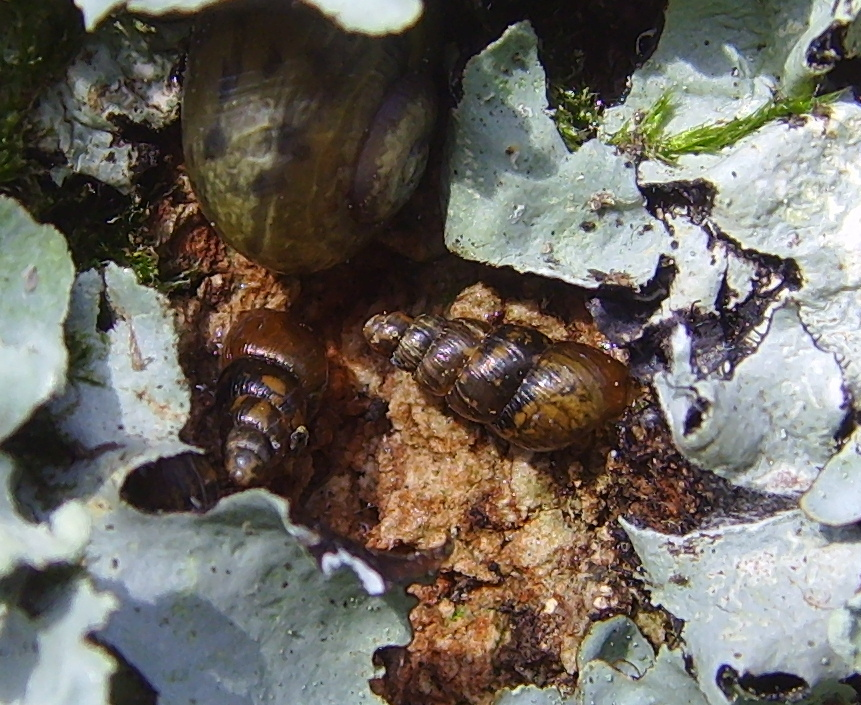
La balée commune utilise régulièrement les thalles des lichens foliacés pour se nourrir et s'abriter.

Comme pour les autres lichens, les thalles et les apothécies de la parmélie des murailles sont broutés par diverses espèces d'invertébrés, acariens, insectes, gastéropodes terrestres…

### Parasites

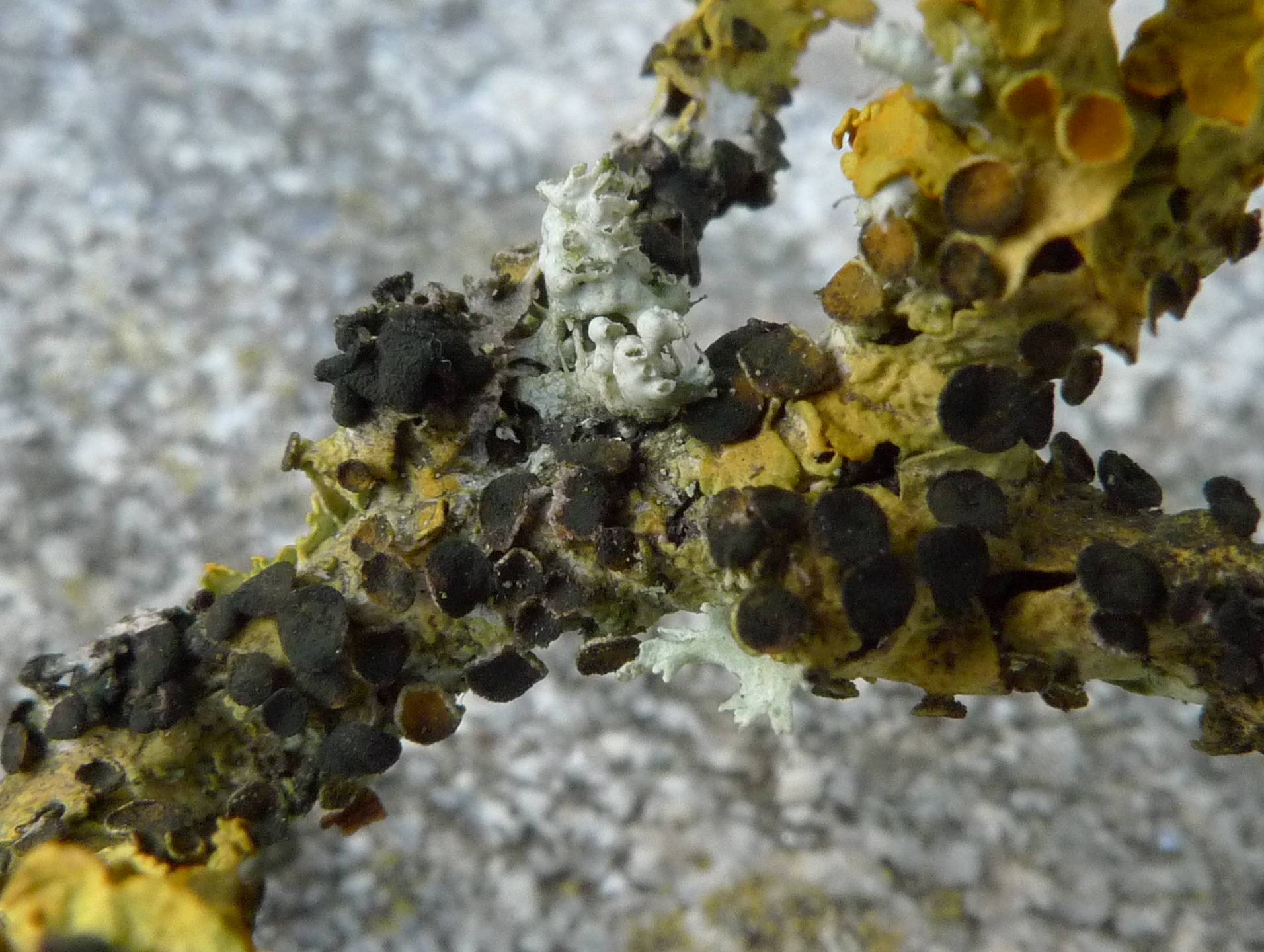
Le champignon lichénicole Xantoriicola physciae colore de noir les apothécies de Xanthoria.

À ce jour, 41 espèces de champignons lichénicoles ont été répertoriées sur le thalle ou les apothécies de X. parietina.
- Xanthoriicola physciae, un ascomycète anamorphe, forme des taches noires sur les apothécies et les régions voisines du thalle qu'il envahit.
- Phacothecium varium, un ascomycète non lichénisé de la famille des Roccellaceae.

## Histoire
L'espèce a été décrite pour la première fois par Linné en 1753, sous le nom de Lichen parietinus.

## Usages traditionnels
En raison de sa couleur jaune vif, il était utilisé par les guérisseurs médiévaux (appliquant la théorie des signatures) pour soigner la jaunisse, la diarrhée  et les maladies du foie. En Andalousie,
la médecine traditionnelle l'utilisait pour les douleurs menstruelles, les troubles hépatiques et comme analgésique. En outre, des études récentes ont révélé ses propriétés antivirales, notamment contre les virus de type influenza.
La xanthorie pilée et mélangée à de l'urine fermentée servait à teindre la laine en rose, notamment du kilt écossais. La teinture traditionnelle de ces kilts s'inspire encore aujourd'hui de cette méthode, obtenant différentes teintes selon l'espèce de lichen et le temps de décoction dans l'eau bouillante.